# Friedrich von Trott zu Solz
Friedrich Wilhelm Ludwig Freiherr von Trott zu Solz (* 11. Oktober 1835 in Solz, Kreis Rotenburg (Fulda); † 3. August 1894 in Kassel) war ein deutscher Verwaltungsjurist, Abgeordneter und Kirchenpolitiker.

## Leben
Friedrich von Trott zu Solz war ein Sohn des hessischen Staatsministers Friedrich Heinrich Ludwig Wilhelm von Trott zu Solz. Er studierte an der Philipps-Universität Marburg Rechtswissenschaft. Am 1. Februar 1858 wurde er im Corps Teutonia zu Marburg recipiert. Als Inaktiver wechselte er an die Ruprecht-Karls-Universität Heidelberg. Nach dem Studium trat er in den Staatsdienst des Kurfürstentums Hessen. Nach der Annexion Kurhessens durch Preußen (1866) wurde er preußischer Verwaltungsbeamter. Als Amtmann wurde er 1875 Landrat des Kreises Gelnhausen. 1878–1882 saß Trott zu Solz als Abgeordneter des Wahlkreises Kassel 13 (Schlüchtern, Gelnhausen mit dem Amt Orb) im Preußischen Abgeordnetenhaus. Zunächst gehörte er der Fraktion der Neukonservativen Partei an und ab Oktober 1879 der Fraktion der Konservativen Partei (Preußen) an. 1883 wechselte er als Landrat in den Kreis Fulda. Dort hatte er das Amt bis 1891 inne. Von 1891 bis 1894 war er Konsistorialpräsident der Evangelischen Landeskirche in Hessen-Kassel. Verheiratet war er seit 1873 mit Marie Freiin von Haßdorf aus Nürnberg.